# Шахтёрское (Синельниковский район)
Шахтёрское (укр. Шахтарське) — посёлок,
Марьевский сельский совет,
Синельниковский район,
Днепропетровская область,
Украина.
Код КОАТУУ — 1224884009. Население по переписи 2001 года составляло 798 человек.

## Географическое положение
Посёлок Шахтёрское находится в 1-м км от левого берега реки Вороной,
ниже по течению на расстоянии в 0,5 км расположено село Марьевка.
На расстоянии в 1 км расположено село Вербовое.
Рядом проходит автомобильная дорога М-18 (E 105).

## Происхождение названия
На территории нынешнего посёлка было обнаружено месторождение бурого угля, планировалось строить шахты и посёлок для шахтёров, но впоследствии оказалось, что уголь очень молодой. Посёлок к тому времени уже был построен и назван.

## Экономика
- Синельниковская ИК-94.

## Объекты социальной сферы
- Школа.
- Детский сад.
- Амбулатория.